# Nicolae Mișu
Nicolae Mișu (ou Mishu), né le 18 janvier 1893 à Vienne en Autriche et mort en 1973 à Bucarest, est un joueur de tennis et diplomate roumain.

## Biographie
Nicolae Mișu est né à Vienne en Autriche-Hongrie où son père Nicolae Mișu (en) (1858-1924) est envoyé de l'ambassade de Roumanie. Il est ensuite ministre de Roumanie à Londres avant de devenir brièvement ministre des Affaires étrangères. Mișu imitera la carrière de son père en exerçant une activité de diplomate, étant un temps secrétaire à l'ambassade de Londres.
Formé en Roumanie, il s'entraîne au Queen's Club à partir de 1918. Il est alors considéré par le quotidien The Times comme un grand espoir du tennis mondial. Il se révèle en effet sur la scène internationale en février 1919 lorsqu'il se rend sur la Côte d'Azur pour y disputer une série de tournois. Opposé au champion français Max Decugis, il s'impose à Monte-Carlo et Menton avant que ce dernier ne prenne sa revanche à Nice. Au tournoi du Beau Site à Cannes, il crée la surprise en éliminant André Gobert avant de triompher une nouvelle fois de Decugis en finale. Il se rend ensuite en Angleterre où il s'adjuge deux tournois et dispute une finale au Queen's sur courts couverts. Il participe ensuite au Championnat du monde en salle où il est demi-finaliste.
Demi-finaliste au Championnat du monde sur terre battue en 1921, il écarte notamment Gobert au premier tour avant de céder face à Bill Tilden contre lequel il livra un match mémorable. L'année suivante, il réédite cette performance en sortant René Lacoste au 3e tour. Il atteint aussi la finale en double à deux reprises. En 1923, il est demi-finaliste du Championnat du monde indoor.
En 1924, il abandonne au 3e tour du tournoi de Wimbledon face à Ivie Richardson, jugeant celui-ci trop chanceux après que la balle ait touché plusieurs fois le filet. Quittant brusquement le court en y laissant ses affaires, il s'excusera plus tard auprès du Sud-africain en lui offrant des cigarettes. Il perd également au premier tour des Jeux olympiques de Paris contre le Belge Jean Washer. Il réalise sa meilleure performance aux Internationaux de France en 1926 en étant quart de finaliste, battu par Lacoste. En raison de ses obligations professionnelles, il limite sa participation aux grands tournois, jouant principalement en Allemagne au cours des années suivantes. Il met fin à sa carrière sportive en 1931 et à sa carrière diplomatique en 1947.
Pionnier du tennis roumain, il a fait partie de la première équipe de Roumanie de Coupe Davis en 1922, disputant aux côtés de Misu Stern une rencontre face à l'Inde sur le gazon de Beckenham. Il dispute l'intégralité des rencontres de l'équipe jusqu'en 1932, affrontant notamment Jean Borotra en 1927 et Fred Perry en 1931.
Joueur fantasque et populaire au jeu roublard, il maîtrisait particulièrement les effets et abusait largement du slice aussi bien en coup et droit qu'en revers. Il avait aussi pour habitude de servir régulièrement à la cuillère ou dos au filet en raison d'une blessure de guerre. En 1919, le journal La Vie au grand air souligne un joueur « dépourvu de style » mais au jeu « sûr et à la balle très rapide ».

## Palmarès (partiel)

### Titres en simple
- 1919 : Monte-Carlo, bat Max Decugis (6-2, 6-0)
- 1919 : Menton, bat Max Decugis (6-3, 6-2, 10-12, 2-6, 7-5)
- 1919 : Cannes Beau Site, bat Max Decugis (6-8, 6-4, 4-6, 6-3, 6-0)
- 1920 : Menton, bat Gordon Lowe (4-3, abandon)
- 1923 : Dulwich, bat Patrick Spence (6-0, 5-7, 6-0, 6-4)
- 1931 : Athènes, bat Ghica Poulieff (8-10, 2-6, 7-5, 6-2, 6-2)

### Finales en simple
- 1919 : Nice, perd contre Max Decugis (6-3, 6-2, 6-1)
- 1919 : London Hard Courts, perd contre Stanley Doust (6-1, 6-3)
- 1919 : London Covered Court Championships, perd contre Theodore Mavrogordato (6-1, 5-7, 6-3, 6-2)
- 1922 : Deauville, perd contre Erik Tegner (6-1, 6-1, 5-7, 6-4)
- 1923 : Roehampton, perd contre Athar-Ali Fyzee (6-2, 1-6, 6-3, 4-6, 6-1)
- 1931 : Championnat de Roumanie, perd contre Ghica Poulieff (4-6, 3-6, 7-5, 6-4, 3-1, ab.)

### Finales en double
- 1919 : Championnat du monde indoor avec Henry Portlock, perd contre André Gobert et William Laurentz (6-1, 6-0, 6-2)
- 1920 : Championnat du monde sur terre battue avec Cecil Blackbeard, perd contre André Gobert et William Laurentz (6-4, 6-2, 6-1)
- 1922 : Championnat du monde sur terre battue avec Marcel Dupont, perd contre Henri Cochet et Jean Borotra (7-9, 6-1, 6-1, 6-3)

## Parcours dans les tournois duGrand Chelem

### En simple
| Année | Open d'Australie | Open d'Australie | Internationaux de France | Internationaux de France | Wimbledon       | Wimbledon      | US Open | US Open |
| ----- | ---------------- | ---------------- | ------------------------ | ------------------------ | --------------- | -------------- | ------- | ------- |
| 1919  | —                | —                | —                        | —                        | 1er tour (1/64) | André Gobert   | —       | —       |
| 1920  | —                | —                | 2e tour (1/32)           | G. Scheurleer            | —               | —              | —       | —       |
| 1921  | —                | —                | —                        | —                        | —               | —              | —       | —       |
| 1922  | —                | —                | —                        | —                        | 3e tour (1/16)  | Henri Cochet   | —       | —       |
| 1923  | —                | —                | —                        | —                        | 1er tour (1/64) | Leslie Godfree | —       | —       |
| 1924  | —                | —                | —                        | —                        | 3e tour (1/16)  | I. Richardson  | —       | —       |
| 1925  | —                | —                | 1/8 de finale            | Henri Cochet             | 1er tour (1/64) | Louis Meldon   | —       | —       |
| 1926  | —                | —                | 1/4 de finale            | René Lacoste             | 1er tour (1/64) | J. Brugnon     | —       | —       |
| 1927  | —                | —                | 1/8 de finale            | J. Brugnon               | 1er tour (1/64) | Pat Hughes     | —       | —       |
| 1928  | —                | —                | —                        | —                        | —               | —              | —       | —       |
| 1929  | —                | —                | 1er tour (1/64)          | H. Dannon                | 1er tour (1/64) | Cecil Campbell | —       | —       |
| 1930  | —                | —                | 3e tour (1/16)           | Bill Tilden              | 1er tour (1/64) | Stanley Harris | —       | —       |
| 1931  | —                | —                | 1er tour (1/64)          | André Merlin             | —               | —              | —       | —       |

N.B. : à droite du résultat se trouve le nom de l'ultime adversaire.